# Arandi
Koordinaten: 58° 18′ N, 22° 15′ O
Arandi ist ein Dorf (estnisch küla) auf der größten estnischen Insel Saaremaa. Es gehört zur Landgemeinde Saaremaa (bis 2017: Landgemeinde Lääne-Saare) im Kreis Saare.

## Beschreibung
Das Dorf hat 40 Einwohner (Stand 1. Januar 2016). Seine Fläche beträgt 4,04 km².
Westlich des Dorfkerns fließt der Fluss Pühajõgi.
Von 1977 bis 1997 gehörte Arandi zum nördlich gelegenen Dorf Sõmera.